# فیم (میسیسیپی)
فیم (به انگلیسی: Fame) یک منطقهٔ مسکونی در ایالات متحده آمریکا است که در میسیسیپی واقع شده‌است. فیم ۱۴۶٫۹۲ متر بالاتر از سطح دریا قرار دارد.